# Ian McElhinney

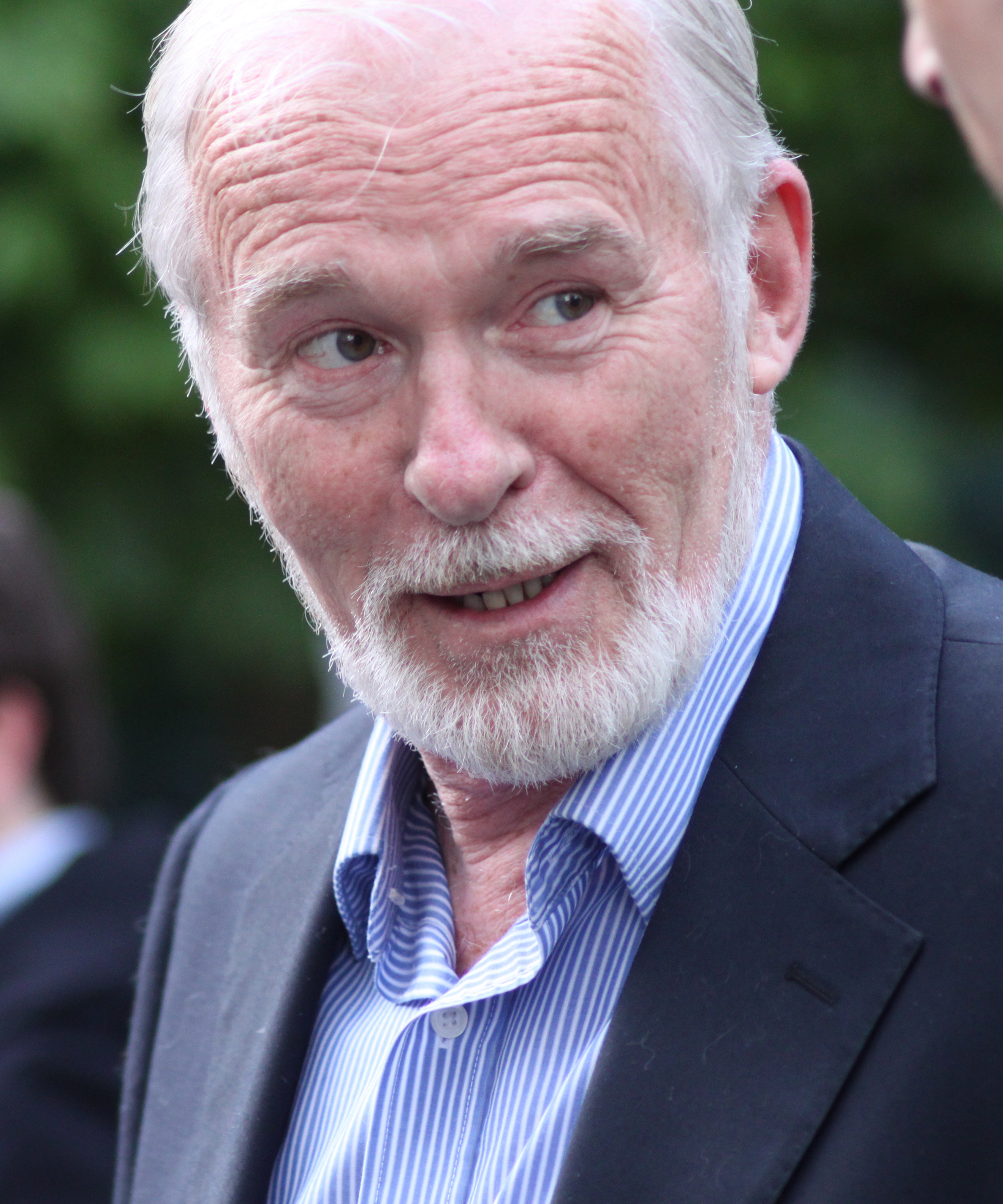
Ian McElhinney (2014)

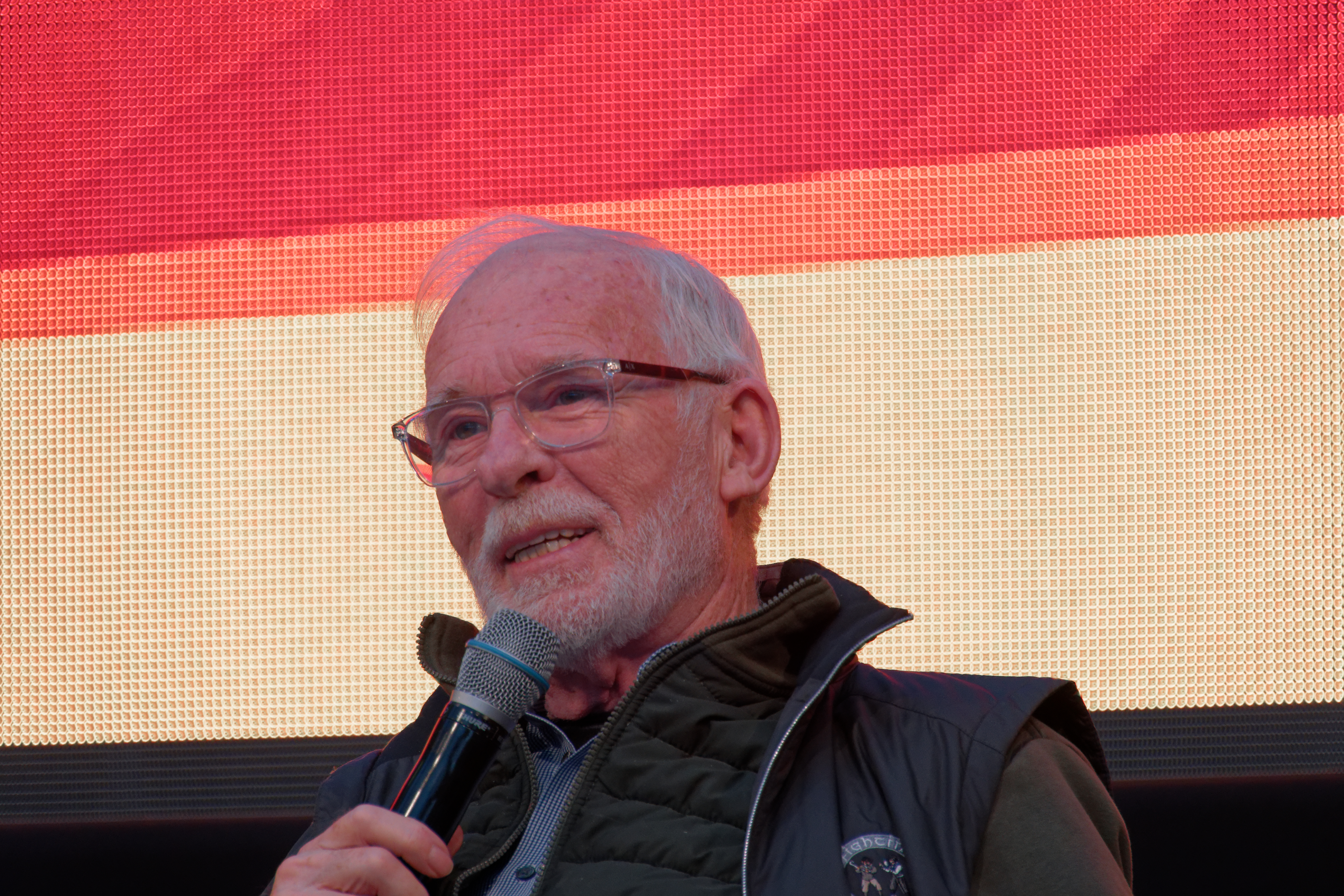
Ian McElhinney (2024)

Ian McElhinney (* 19. August 1948 in Belfast) ist ein nordirischer Schauspieler.

## Leben und Karriere
McElhinneys erste Rolle war in dem Fernsehfilm Cowboys im Jahr 1981. Kinofilme, in denen er mitwirkte, sind beispielsweise Colin Greggs Lamb an der Seite von Liam Neeson aus dem Jahr 1985, Kenneth Branaghs Hamlet von 1996 oder Gil Kenans City of Ember – Flucht aus der Dunkelheit aus dem Jahr 2008 an der Seite von Saoirse Ronan und Bill Murray.
Auch in zahlreichen Fernsehserien spielte er mit, darunter The Clinic, Single-Handed oder Die Tudors, wo er Papst Clemens VII. verkörperte. Seine bislang größte Rolle ist die des Barristan Selmy in der HBO-Serie Game of Thrones. 2016 übernahm er die Rolle des General Dodonna in der Antholgy-Verfilmung Rogue One: A Star Wars Story.
Bisher hat McElhinney noch keinen deutschen Stammsprecher, sondern wurde von unterschiedlichen Sprechern synchronisiert. Allerdings synchronisierten ihn bisher fünf Sprecher jeweils zweimal. Diese waren Reinhard Kuhnert, Claus Brockmeyer, Manfred Erdmann, Jürgen Kluckert und Reinhard Scheunemann.
McElhinney ist mit der Schauspielerin Mary Jones verheiratet.

## Filmografie (Auswahl)

### Film
- 1982: Angel – Straße ohne Ende (Angel)
- 1985: Lamb
- 1987: Auf den Schwingen des Todes (A Prayer for the Dying)
- 1990: Geheimprotokoll (Hidden Agenda)
- 1992: Die Playboys (The Playboys)
- 1996: Michael Collins
- 1996: Hamlet
- 1997: Der Boxer (The Boxer)
- 1998: Starkey
- 2000: The King’s Wake
- 2001: Der Kartograph (Mapmaker)
- 2007: Closing the Ring – Geheimnis der Vergangenheit (Closing the Ring)
- 2008: City of Ember – Flucht aus der Dunkelheit (City of Ember)
- 2009: Swansong
- 2009: Triage
- 2009: A Shine of Rainbows
- 2010: Verlobung auf Umwegen (Leap Year)
- 2010: Cup Cake
- 2016: The Journey
- 2016: Rogue One: A Star Wars Story
- 2016: Sacrifice – Todesopfer
- 2017: Der Zoo
- 2023: The Last Rifleman

### Fernsehen
- 1981: Cowboys
- 1991: Children of the North (3 Episoden)
- 1992: The Bill (eine Episode)
- 1993: A Woman’s Guide to Adultery (3 Episoden)
- 1993–2005: Taggart (2 Episoden)
- 1997: Wokenwall (7 Episoden)
- 1998: Hornblower: The Examination for Lieutenant
- 1998–1999: Maisie Raine (12 Episoden)
- 2001: Hornblower: Retribution
- 2003: Hornblower: Loyalty
- 2003: Cold Feet (4 Episoden)
- 2003: Doctors (eine Episode)
- 2003: The Clinic (5 Episoden)
- 2007: Die Tudors (The Tudors, eine Episode)
- 2007–2008: Single-Handed (5 Episoden)
- 2008: Klein Dorrit (Little Dorrit, 2 Episoden)
- 2010: New Tricks – Die Krimispezialisten (New Tricks, 1 Episode)
- 2011–2015: Game of Thrones (25 Episoden)
- 2012: Titanic – Blood & Steel (12 Episoden)
- 2013–2016: Ripper Street (4 Episoden)
- 2013: Moonfleet (2 Episoden)
- 2013–2014: The Fall – Tod in Belfast (The Fall, 5 Episoden)
- 2014: Der Pathologe – Mörderisches Dublin (Quirke, eine Episode)
- 2016: Rebellion (Miniserie)
- 2017: Redwater (3 Episoden)
- 2017: The Frankenstein Chronicles (2 Episoden)
- 2017: Landgericht – Geschichte einer Familie
- 2018: Mrs. Wilson (3 Episoden)
- 2018–2019: Krypton (18 Episoden)
- 2018–2022: Derry Girls (19 Episoden)
- 2019: Silent Witness (2 Episoden)
- 2020: Doctor Who (2 Episoden)
- 2020: The Split – Beziehungsstatus ungeklärt (The Split, 12 Episoden)
- 2021: Bloodlands – Die Goliath-Morde (Bloodlands, 3 Episoden)
- 2021–2022: The Outlaws  (10 Episoden)
- 2022: Suspicion (Suspicion, eine Episode)